# ブイラ県
ブイラ県（アラビア語: ولاية البويرة Bouïra、ベルベル語: Tubiret ⵜⵓⴱⵉⵔⴻⵜ）は、アルジェリアの県（ウィラーヤ）。県都はブイラである。
12の地区（ダイラ）と45の基礎自治体からなる。